# Ngồi

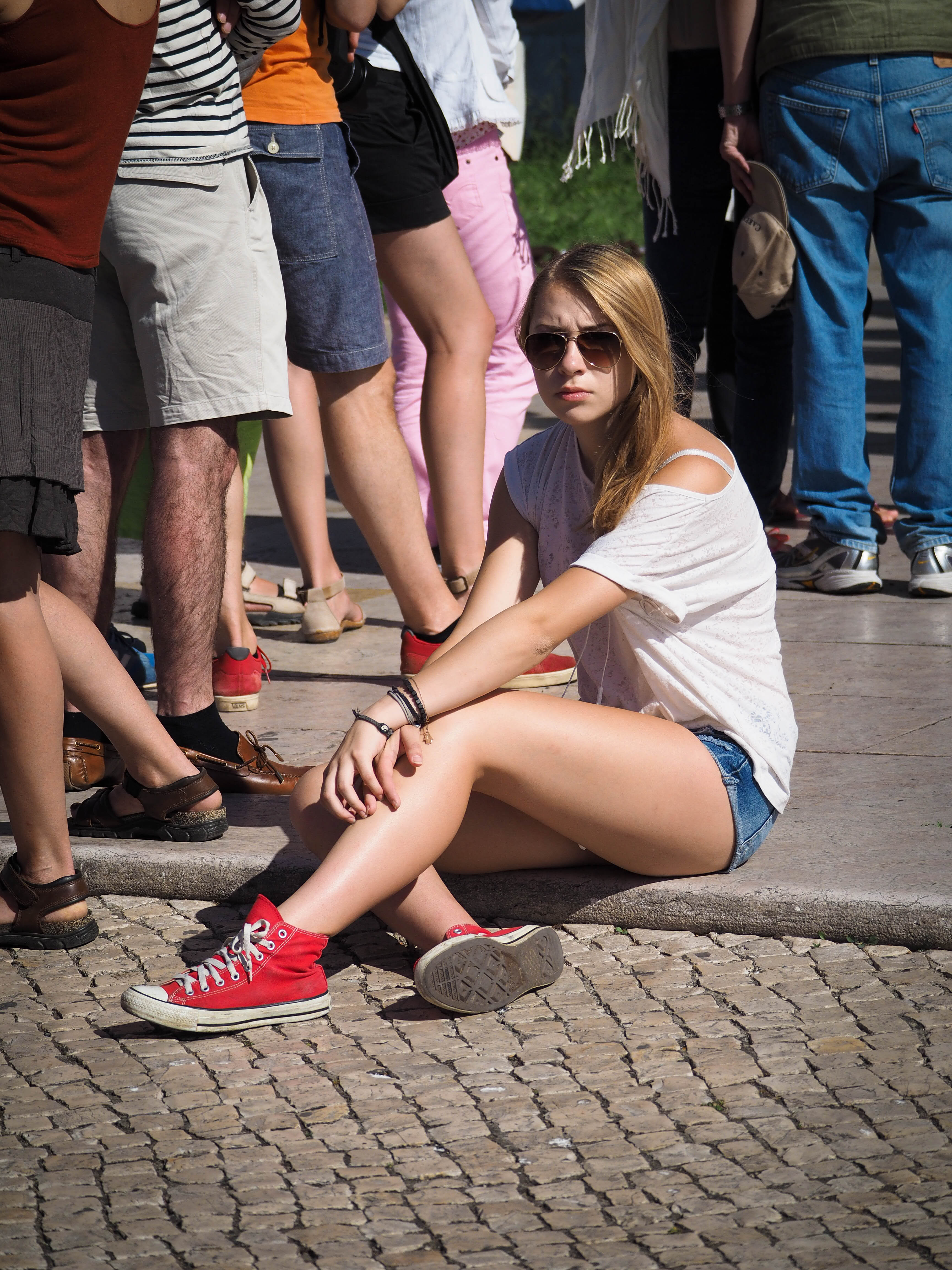
Một du khách đang ngồi bệt trên đường phố ở Bồ Đào Nha

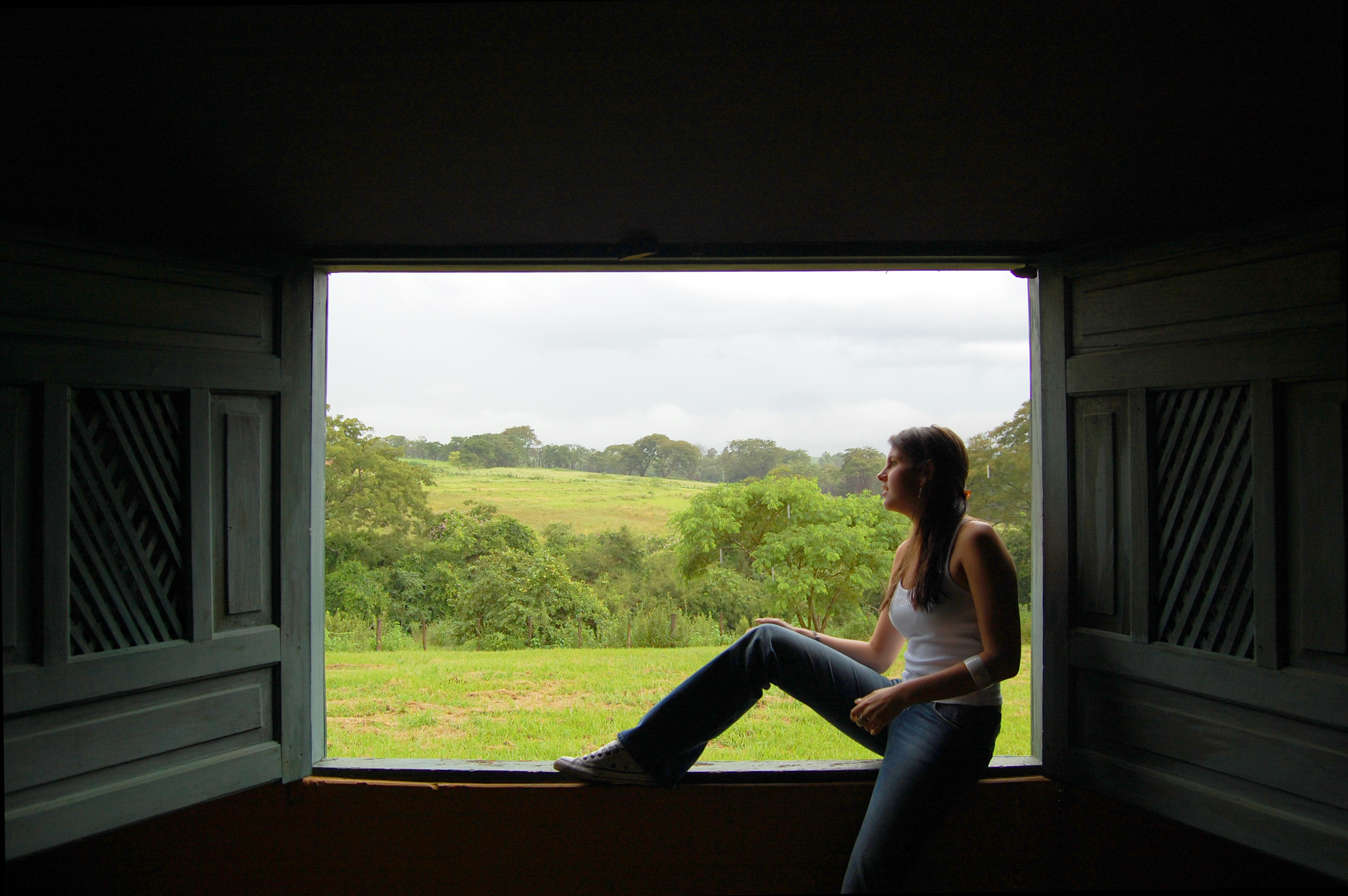
Một cô gái đang ngồi bên cửa sổ

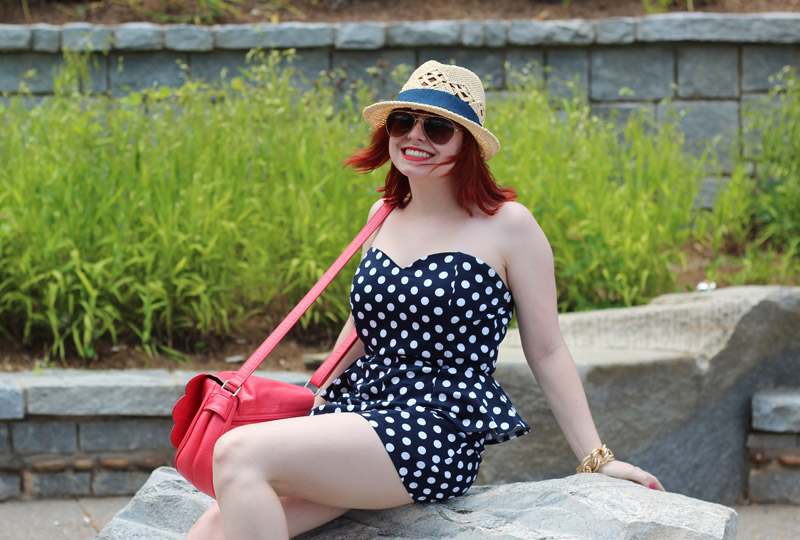
Ngồi tạo dáng

Ngồi là một động tác và tư thế nghỉ ngơi cơ bản trong đó trọng lượng cơ thể được trợ lực chủ yếu từ các đốt xương chậu với mông tiếp xúc với mặt đất hoặc một bề mặt nằm ngang như mặt ghế thay vì bằng chi dưới như khi đứng hoặc ngồi xổm, hoặc quỳ gối. Khi ngồi, toàn thân ít nhiều thẳng đứng, mặc dù đôi khi nó có thể dựa vào các vật thể khác để có tư thế thoải mái hơn. Ngồi quá nhiều trong ngày có thể gây ra những rủi ro đáng kể cho sức khỏe, với một nghiên cứu cho thấy những người ngồi thường xuyên trong thời gian dài có thể có tỷ lệ tử vong cao hơn những người không thường xuyên ngồi lì. Theo một đánh giá toàn cầu, một người trung bình ngồi 4,7 giờ mỗi ngày, đại diện cho 47% dân số trưởng thành trên toàn cầu. Hiệp hội Chiropractic Anh cho biết vào năm 2006 rằng 32% dân số nước Anh dành hơn 10 giờ mỗi ngày để ngồi.
Tư thế bắt chéo chân phổ biến là phần dưới của cả hai chân gập về phía cơ thể, bắt chéo nhau ở mắt cá chân hoặc bắp chân, đặt cả hai mắt cá chân xuống sàn, đôi khi bàn chân đặt dưới đầu gối hoặc đùi. Tư thế này được gọi là tư thế của thợ may từ tư thế làm việc truyền thống của thợ may. Trong thần thoại và ma thuật dân gian khác nhau, ngồi là một hành động khi làm phép mà kết nối người ngồi với những người khác hay trạng thái hoặc địa điểm khác. Quyền được ngồi chỉ về luật pháp hoặc chính sách trao cho người lao động quyền được bố trí chỗ ngồi phù hợp tại nơi làm việc. Nhân viên thu ngân thường ngồi khi làm việc ở nhiều nước châu Âu. Điều này một phần là do nhiều chuỗi bán lẻ lớn ở châu Âu cho phép khách hàng tự đóng gói hàng tạp hóa thay vì nhờ nhân viên thu ngân đóng gói. Ở phần lớn Châu Âu, nhân viên thu ngân phải ngồi khi làm việc, trong khi đứng lâu trong khi làm việc là tiêu chuẩn ở hầu hết Bắc Mỹ, Châu Á và Úc.